# Castro Marim (gemeente)
Castro Marim is een gemeente in het Portugese district Faro.
De gemeente heeft een totale oppervlakte van 300 km² en telde in 2001 6593 inwoners.

## Plaatsen in de gemeente
- Altura
- Azinhal
- Castro Marim
- Odeleite